# 永顺土司
永顺土司，明朝土司名。
弘治五年（1492年），分宜州置。有正副长官司：正长官司在宣山西南，长官邓姓；副长官司在宜山东北，长官彭姓。属庆远府，1928年废入宜山县（在今广西壮族自治区宜州市）。